# ?でわっしょい
「?でわっしょい」（はてなでわっしょい）は、2008年7月23日にLantisから発売されたシングル。

## 解説
表題曲「?でわっしょい」は、 テレビアニメ『ひだまりスケッチ×365』のオープニングテーマとして使用された。 同アニメで、ゆの、宮子、ヒロ、沙英役を演じている阿澄佳奈、水橋かおり、後藤邑子、新谷良子が歌っている。ジャケットは原作者の蒼樹うめによる描き下ろしによる、ゆの、宮子、ヒロ、沙英のイラストが描かれている。
2010年10月4日から2013年3月22日まで、イントロとアウトロを組み合わせた部分がテレビ朝日『やじうまテレビ!』の「やじうまエンタメ!」のコーナータイトルに使用されていた。

## 収録曲
（全作詞：畑亜貴）
1. ?でわっしょい [3:47] 
作曲：Tatsh、編曲：安藤高弘
  - テレビアニメ『ひだまりスケッチ×365』オープニングテーマ
2. すたこらドリーム [3:55] 
作曲：福本公四郎、編曲：近藤昭雄
3. ?でわっしょい（off vocal）
4. すたこらドリーム（off vocal）